# Picot verd collroig
El picot verd collroig (Picus rabieri) és una espècie d'ocell de la família dels pícids (Picidae) que habita els boscos de Laos oriental i el Vietnam septentrional.